# Kepler-1520b
Kepler-1520b (ранее известная как KIC 12557548 b) — экзопланета, вращающейся вокруг оранжевого карлика Kepler-1520. Он расположен на расстоянии около 2020 световых лет (620 парсек) от Земли в созвездии Лебедя. Экзопланета была найдена с использованием метода транзита, в котором измеряется эффект затемнения, который планета вызывает, когда она проходит перед своей звездой. Планета ранее наблюдалась в 2012 году, когда в сообщениях о её родительской звезде было зафиксировано падение её яркости в диапазоне от 0,2 % до 1,3 %, что указывало на возможность быстрого распада спутника. В 2016 году планетарная причина падений была окончательно подтверждена. Ожидается, что планета распадется примерно через 40—400 миллионов лет. Эта планета имеет температуру поверхности 2255 К (1982 °С; 3599 °F), намного горячее, чем поверхность Венеры.

## Родительская звезда
Планета вращается вокруг звезды типа K, названной Kepler-1520. Звезда имеет массу 0,76 M☉ и радиус 0,71 R☉. Она имеет температуру 4677 К и ей 4,47 миллиарда лет. Для сравнения, Солнцу 4,6 миллиарда лет и температура поверхности 5778 К.
Видимая звёздная величина звезды составляет 16,7. Поэтому она слишком тусклая, чтобы её можно было увидеть невооружённым глазом.

## Орбита
Kepler-1520 b вращается вокруг своей родительской звезды с около 14 % светимости Солнца с периодом обращения чуть более 12 часов и радиусом орбиты примерно в 0,01 от радиуса орбиты Земли (по сравнению с расстоянием Меркурия от Солнца, которое составляет около 0,38 а. е.). Это один из самых коротких обнаруженных орбитальных периодов.